# Cuba Gooding, Jr.
Cuba Gooding, Jr. (n. 2 ianuarie 1968) este un actor american. A obținut Premiul Oscar pentru cel mai bun actor în rol secundar în anul 1996.

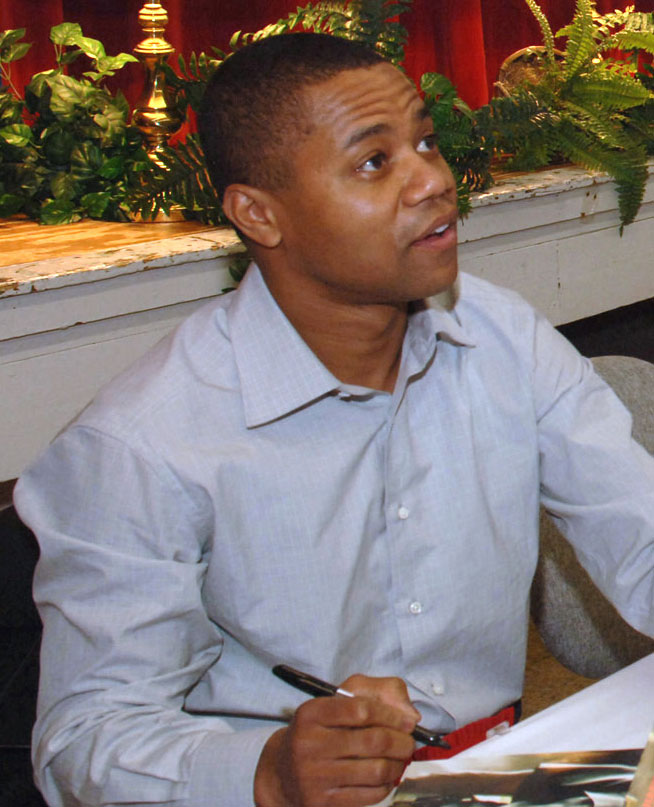
Cuba Gooding Jr.

## Filmografie
| An   | Titlu                    | Rol                                  | Note |
| ---- | ------------------------ | ------------------------------------ | --- |
| 1988 | Coming to America        | Boy getting Haircut                  | Debutul îb film |
| 1989 | Sing                     | Stanley                              | |
| 1991 | Boyz n the Hood          | Tré Styles                           | |
| 1992 | Gladiator                | Abraham Lincoln Haines               | |
| 1992 | A Few Good Men           | Cpl. Carl Hammaker                   | |
| 1993 | Judgment Night           | Mike Peterson                        | |
| 1994 | Lightning Jack           | Ben Doyle                            | |
| 1994 | Blown Away               | Bomb Squad Class member              | Cameo |
| 1995 | Outbreak                 | Maj. Salt                            | Nominalizat - NAACP Image Award for Outstanding Supporting Actor in a Motion Picture |
| 1995 | Losing Isaiah            | Eddie Hughes                         | |
| 1996 | Jerry Maguire            | Rod Tidwell                          | Academy Award for Best Supporting Actor American Comedy Award for Funniest Supporting Actor in a Motion Picture Blockbuster Entertainment Award for Favorite Supporting Actor – Comedy/Romance Broadcast Film Critics Association Award for Best Supporting Actor Chicago Film Critics Association Award for Best Supporting Actor Satellite Award for Best Supporting Actor - Motion Picture Screen Actors Guild Award for Outstanding Performance by a Male Actor in a Supporting Role Nominated – Golden Globe Award for Best Supporting Actor – Motion Picture Nominated – Image Award for Outstanding Lead Actor in a Motion Picture |
| 1997 | As Good as It Gets       | Frank Sachs                          | Nominalizat - Satellite Award for Best Supporting Actor - Motion Picture |
| 1998 | What Dreams May Come     | Albert Lewis                         | Blockbuster Entertainment Award for Favorite Supporting Actor – Drama/Romance Nominalizat - NAACP Image Award for Outstanding Supporting Actor in a Motion Picture |
| 1999 | Instinct                 | Theo Caulder                         | |
| 1999 | Chill Factor             | Arlo                                 | |
| 2000 | Men of Honor             | BM2/Chief/Senior Chief Carl Brashear | Nominalizat - BET Award for Best Actor Nominalizat - Black Reel Award: Best Actor Nominalizat - NAACP Image Award for Outstanding Actor in a Motion Picture |
| 2001 | Pearl Harbor             | Petty Officer Doris Miller           | |
| 2001 | Rat Race                 | Owen Templeton                       | |
| 2001 | Zoolander                | Himself                              | Cameo |
| 2002 | Snow Dogs                | Theodore "Ted" Brooks                | |
| 2003 | Boat Trip                | Jerry Robinson                       | Nominalizat - Golden Raspberry Award for Worst Actor |
| 2003 | The Fighting Temptations | Darrin Hill                          | Nominalizat - Golden Raspberry Award for Worst Actor |
| 2003 | Radio                    | James Robert "Radio" Kennedy         | Carnie Award for Best Cast NAACP Image Award for Outstanding Actor in a Motion Picture Nominalizat - Golden Raspberry Award for Worst Actor |
| 2004 | Home on the Range        | Buck the Domestic Horse              | Voice |
| 2005 | Dirty                    | Salim Adel                           | |
| 2005 | Shadowboxer              | Mikey                                | Nominalizat - Black Movie Award for Best Actor |
| 2007 | Norbit                   | Deion Hughes                         | Nominalizat - Golden Raspberry Award for Worst Actor |
| 2007 | Daddy Day Camp           | Charlie Hinton                       | Nominalizat - Golden Raspberry Award for Worst Actor |
| 2007 | What Love Is             | Tom                                  | |
| 2007 | American Gangster        | Nicky Barnes                         | Nominalizare – Screen Actors Guild Award for Outstanding Performance by a Cast in a Motion Picture |
| 2008 | Hero Wanted              | Liam Case                            | Direct-pe-video |
| 2008 | Harold                   | Cromer                               | De asemenea, producător |
| 2008 | Linewatch                | Michael Dixon                        | Direct-pe-video |
| 2009 | The Way of War           | David Wolfe                          | Direct-pe-video |
| 2009 | The Devil's Tomb         | Mack                                 | Direct-pe-video |
| 2009 | Lies & Illusions         | Isaac                                | Direct-pe-video |
| 2009 | Hardwired                | Luke Gibson                          | Direct-pe-video |
| 2009 | Wrong Turn at Tahoe      | Joshua                               | Direct-pe-video |
| 2011 | Ticking Clock            | Lewis Hicks                          | Direct-pe-video |
| 2011 | Sacrifice                | Detective John Hebron                | Direct-to-video |
| 2011 | The Hit List             | Jonas Arbor                          | Direct-pe-video |
| 2012 | Red Tails                | Major Emanuel Stance                 | |
| 2012 | One in the Chamber       | Ray Carver                           | Direct-pe-video |
| 2013 | Don Jon                  | Hollywood Actor #2                   | Cameo |
| 2013 | Absolute Deception       | John Nelson                          | Direct-pe-video |
| 2013 | Life of a King           | Eugene Brown                         | Lansare limitată |
| 2013 | The Butler               | Carter Wilson                        | Nominalizare – Screen Actors Guild Award for Outstanding Performance by a Cast in a Motion Picture Nominalizare – NAACP Image Award for Outstanding Supporting Actor in a Motion Picture |
| 2013 | Machete Kills            | El Chameleón 2                       | |
| 2014 | Freedom                  | Samuel                               | De asemenea, producător executiv |
| 2014 | Selma                    | Fred Gray                            | |
| 2018 | Bayou Caviar             | Rodney Jones                         | De asemenea, regizor și co-scenarist |
| 2020 | Life in a Year           | Xavier                               | |

| An        | Titlu                              | Rol                            | Note |
| --------- | ---------------------------------- | ------------------------------ | --- |
| 1986      | Better Days                        | Bully                          | 1 episode |
| 1987      | Hill Street Blues                  | 2nd Gang Member / Ethan Dillon | 2 episoade |
| 1988      | CBS Schoolbreak Special            | Paul                           | Episode: No Means No |
| 1988      | Amen                               | Kenny                          | Episode: Thelma's Handyman |
| 1989-1991 | MacGyver                           | Billy Colton                   | 4 episoade |
| 1993      | Daybreak                           | Torch (Stephen Tolkin)         | Film de televiziune |
| 1995      | The Tuskegee Airmen                | Billy Roberts                  | Film de televiziune Nominalizat - NAACP Image Award for Outstanding Actor in a Television Movie, Mini-Series or Dramatic Special |
| 1999      | Saturday Night Live                | Host                           | Episode: "Cuba Gooding Jr./Ricky Martin" |
| 2009      | Gifted Hands: The Ben Carson Story | Ben Carson                     | Film de televiziune NAACP Image Award for Outstanding Actor in a Television Movie, Mini-Series or Dramatic Special Nominated – Screen Actors Guild Award for Outstanding Performance by a Male Actor in a Miniseries or Television Movie |
| 2012      | Firelight                          | Dwayne Johnson (DJ)            | Film de televiziune NAACP Image Award for Outstanding Actor in a Television Movie, Mini-Series or Dramatic Special |
| 2012      | Guilty                             | William "Billy" Remz           | TV pilot |

| An   | Titlu                 | Rol         | Note     |
| ---- | --------------------- | ----------- | -------- |
| 2013 | The Trip to Bountiful | Ludie Watts | Broadway |

| An   | Titlu                                            | Rol                      | Note |
| ---- | ------------------------------------------------ | ------------------------ | ---- |
| 1998 | A Murder of Crows                                | Lawson Russel            |      |
| 2006 | End Game                                         | Alex Thomas              |      |
| 2007 | The Land Before Time XIII: The Wisdom of Friends | Loofah the Beipiaosaurus | Voce |
| 2008 | Hero Wanted                                      | Liam Case                |      |
| 2008 | Linewatch                                        | Michael Dixon            |      |
| 2008 | The Way of War                                   | David Wolfe              |      |
| 2009 | Lies & Illusions                                 | Isaac                    |      |
| 2009 | The Devil's Tomb                                 | Mack                     |      |
| 2009 | Wrong Turn at Tahoe                              | Joshua                   |      |
| 2009 | Hardwired                                        | Luke Gibson              |      |
| 2011 | Ticking Clock                                    | Lewis Hicks              |      |
| 2011 | Sacrifice                                        | Detective John Hebron    |      |
| 2011 | The Hit List                                     | Jonas Arbor              |      |
| 2012 | One In The Chamber                               | Ray Carver               |      |
| 2013 | Absolute Deception                               | Nelson                   |      |